# Gebäude der Reichsschuldenverwaltung

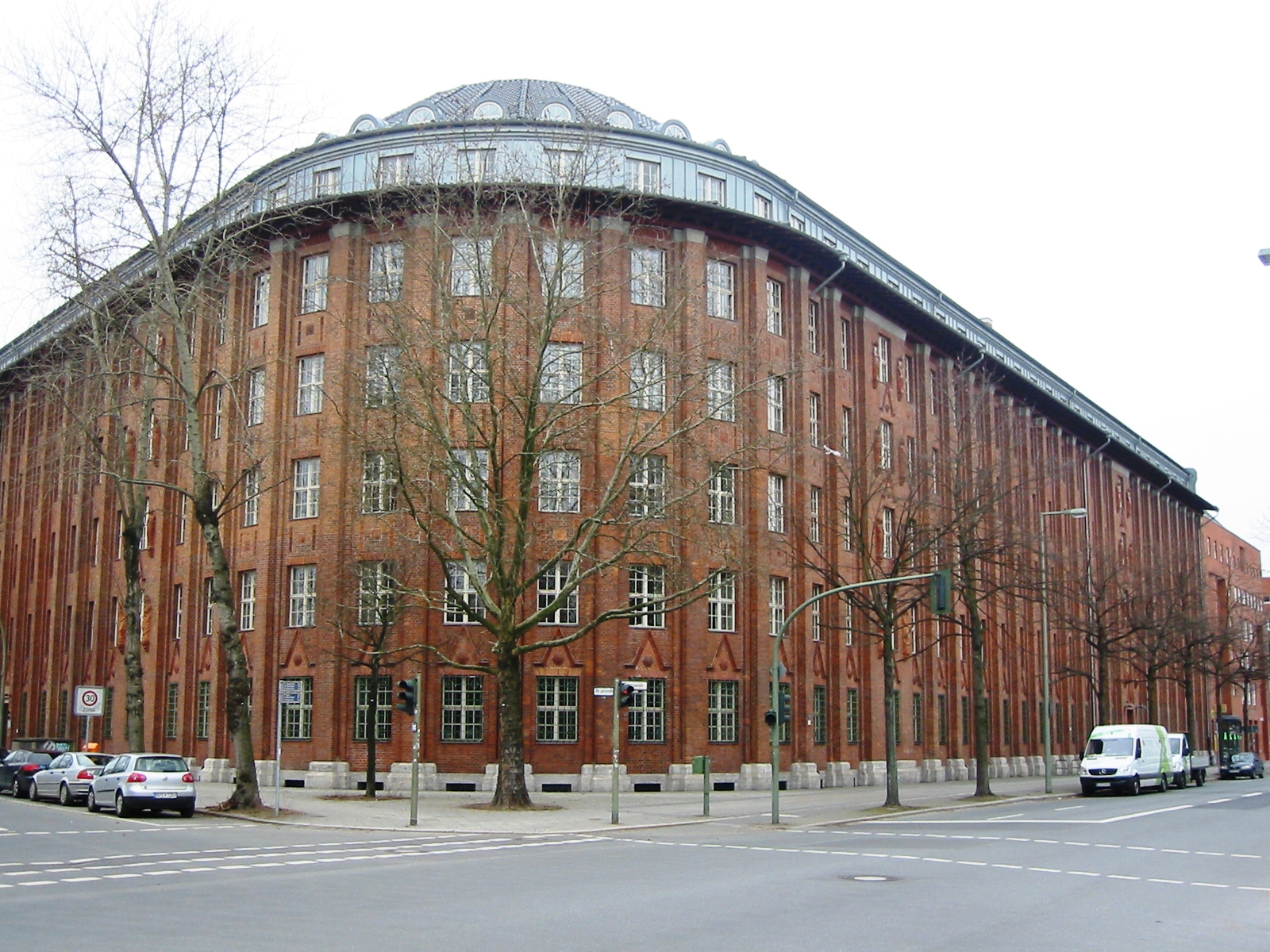
Gebäude der ehemaligen Reichsschuldenverwaltung, Ecke Oranienstraße (rechts) und Alte Jakobstraße

Das Gebäude der Reichsschuldenverwaltung ist ein denkmalgeschütztes Bauwerk in Berlin-Kreuzberg. Es trägt die Hausnummern Oranienstraße 106–109, Alte Jakobstraße 117–120 und Feilnerstraße 5/6 und nimmt mehr als ein Drittel des Häuserblocks zwischen diesen drei Straßen und der Lindenstraße ein. Die Reichsschuldenverwaltung wurde 1919–1924 als erster großer Behördenbau der Weimarer Republik nach einem Entwurf des Architekten German Bestelmeyer errichtet.

## Funktion des Gebäudes
Die 1820 gegründete preußische Hauptverwaltung der Staatsschulden übernahm ab 1871 als Reichsschuldenverwaltung die gleichen Aufgaben für das Deutsche Reich, blieb aber eine selbstständige Behörde des Landes Preußen. Mit der Einweihung am 1. April 1924 wurde sie, zeitgleich mit dem Einzug in den Bestelmeyer-Bau, als Teil der Reichsfinanzverwaltung eine untergeordnete Behörde des Deutschen Reichs. Ihre Aufgaben wurden in der Bundesrepublik Deutschland ab 1949 von der Bundesschuldenverwaltung übernommen, die seit 2002 Bundeswertpapierverwaltung hieß. 2006 wurde diese mit der Deutschen Finanzagentur zusammengelegt.
Nach der Berlin-Blockade wurde das Gebäude von 1958 bis 1990 als Lager für die Senatsreserve genutzt. Unter anderem wurden hier Fahrräder gelagert.
1995–1999 abermals restauriert, beherbergt das Gebäude heute die Berliner Senatsverwaltungen für Integration, Arbeit und Soziales sowie für Gesundheit, Pflege und Gleichstellung.
Von 2002 bis 2004 befanden sich Teile des Landesinstituts für gerichtliche und soziale Medizin Berlin in diesem Gebäude.

## Architektur

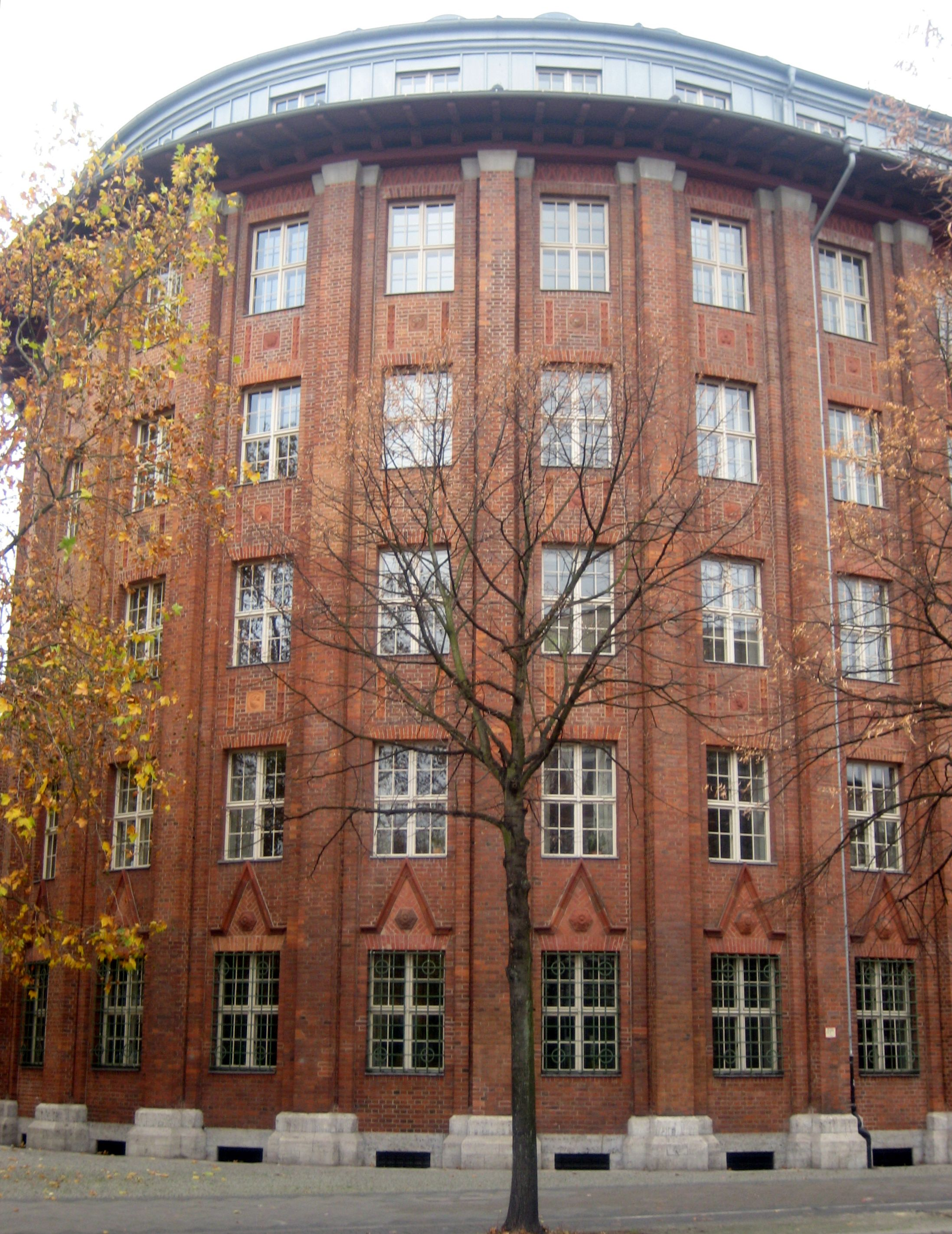
Abgerundete Fassade an der Straßenecke

Das sechsgeschossige Gebäude ist an der spitzwinkligen Ecke Oranienstraße/Alte Jakobsstraße abgerundet. Die Straßenfassaden sind mit Klinkern verblendet, die Fassaden an den vier Innenhöfen sind verputzt. Die Gliederung der Straßenfassaden erfolgt durch in der Tiefe einmal abgestufte Pfeilervorlagen, die vom schmalen Sockel aus Muschelkalk unter dem Erdgeschoss bis zum Hauptgesims über dem 4. Obergeschoss durchlaufen. Die hochrechteckigen Fenster dieser fünf Geschosse wirken gleich groß und sind gleichartig durch Flügel und Sprossen in sechzehn hochrechteckige Felder unterteilt. Die Brüstungsfelder des 2., des 3. und des 4. Obergeschosses sind gleichartig mit ornamental reliefierten Terrakotta-Elementen geschmückt, die sich farblich kaum vom Klinker abheben. In die Brüstungsfelder des ersten Obergeschosses ragen die spitzen Dreiecke der Fensterverdachungen des Erdgeschosses hinein, wobei die „Giebelfelder“ mit Terrakotta-Rosetten bestückt sind. Davon abweichend sind die ebenfalls vom Sockel bis zum Hauptgesims reichenden einachsigen Risalite gestaltet, die die überlangen Fassaden an der Oranienstraße und an der Alten Jakobstraße gliedern und rhythmiisieren. Hier hat jedes Fenster eine Verdachung wie im Erdgeschoss und wird von Skulpturen-Paaren aus Terrakotta flankiert: Maria und Caritas sowie allegorische Plastiken, die für Handel (Hermeskopf), Ackerbau (Ährenbündel), Schifffahrt (Segelschiff) und Wissenschaft (Eule) stehen und an Koren erinnern sollen. Der Terrakotta-Bauschmuck wurde nach Modellen der Bildhauer Hugo Lederer und Albert Kraemer (1889–1953) ausgeführt. Die „schier endlose Fassade des Komplexes“ führte dazu, dass das Gebäude in der Bevölkerung mit einem „liegenden Wolkenkratzer“ verglichen wurde.
Die Reichsschuldenverwaltung benutzte das Gebäude bis fast zum Ende des Zweiten Weltkriegs. Bombenabwürfe und Artilleriebeschuss beschädigten das Bauwerk schwer; ein Teil der abgerundeten Fassade an der Ecke Alte Jakobstraße/Oranienstraße und die dahinter liegenden Geschossdecken stürzten ein. Das Bauwerk wurde bis 1958 wiederhergestellt und diente in der Folgezeit als Lagerhaus. Dabei wurden die zerstörten Skulpturen von Hugo Lederer durch Repliken ersetzt.
Im Zuge der Internationalen Bauausstellung 1987 wurde die Umgebung der Reichsschuldenverwaltung in den Jahren 1982 bis 1983 bzw. 1986 bis 1988 neu bebaut. Ziel war dabei, im Westen der im Krieg weitgehend zerstörten Luisenstadt eine Annäherung an die traditionelle Blockrandbebauung zu erreichen, nachdem mit den modernen Gebäuden der 1950er und 1960er Jahre die Blockstruktur im Stadtviertel noch überwunden werden sollte. Die Reichsschuldenverwaltung integrierten die verantwortlichen Architekten unter städtebaulicher Leitung von Rob Krier dabei in die neue Wohnanlage Ritterstraße Nord im Doppelblock zwischen Ritterstraße, Alter Jakobstraße, Lindenstraße und Oranienstraße. Ein Teil der Neubauten wurde durch Verwendung von Klinkerfassaden optisch an den Bestelmeyer-Bau angepasst. Das Gebäude wurde am 24. September 1984 durch den Berliner Landeskonservator unter Denkmalschutz gestellt.